# Scheloribates anzacensis
Scheloribates anzacensis är en kvalsterart som beskrevs av Hammer 1967. Scheloribates anzacensis ingår i släktet Scheloribates och familjen Scheloribatidae. Inga underarter finns listade i Catalogue of Life.